# Tung Č’-ming
Tung Č’-ming (čínsky pchin-jinem Dǒng Zhimíng, znaky 董枝明; leden 1937 Wej-chaj, Šan-tung, Čína – 20. října 2024) byl čínský vertebrátní paleontolog, jeden ze zakladatelů čínské paleontologické školy ve druhé polovině 20. století. Proslavil se zejména výzkumem a formálním popisem velkého množství čínských dinosaurů (např. rody Crichtonsaurus, Shunosaurus, Datousaurus, Omeisaurus, Archaeoceratops, Tianchisaurus, Nanshiungosaurus ad.).
Od roku 1962 pracoval v pekingském Institutu paleontologie obratlovců a paleoantropologie (IVPP). Ve svém výzkumu se zaměřoval zejména na dávné ekosystémy z období střední jury. Byl také autorem několika populárně-naučných knih, převážně s tematikou dinosaurů.

## Publikované knihy
- Dong Zhiming (1988). Dinosaurs from China. China Ocean Press, Beijing & British Museum (Natural History). ISBN 0-565-01073-5.
- Dong Zhiming (1992). Dinosaurian Faunas of China. China Ocean Press, Beijing. ISBN 3-540-52084-8.